# Six degrees of separation

Illustration av hypotesen Six degrees of separation.

Six degrees of separation eller hypotesen om sex handslag är en föreställning om att alla personer i världen kan kopplas samman med maximalt sex bekantskapsled.
Den ungerske författaren Frigyes Karinthy lade fram hypotesen att varje person på planeten kan nå någon annan invånare på jorden på bara sex handslag vilket också betyder att man aldrig är längre bort än sex handslag från vem som helst i världen. Hypotesen kallades "six handshakes" eller "six degrees of separation".

## Forskning
Idén presenterades ursprungligen 1929 av Frigyes Karinthy och på 1950-talet försökte Ithiel de Sola Pool (MIT) och Manfred Kochen (IBM) utan framgång hitta en matematisk lösning som bevisar hypotesen. Hypotesen blev känd 1967 efter att Stanley Milgram utförde världen är liten-experimentet. Den amerikanska forskaren Judith Kleinfeld hävdade 2002 att Stanley Milgrams bevisning är knapphändig och ska ur ett akademiskt perspektiv bättre beskrivas som en myt.
Forskaren Duncan Watts visade 2001 att typiska avståndsled är i storleksordningen fem till sju, och i genomsnitt sex. Microsoft beräknade 2008 att den genomsnittliga kedjelängden mellan dess användare av Windows Messenger var 6,6. För Twitter var 2010 det genomsnittliga avståndet mellan deras användare 4,67 och 96% av dess användare fanns inom sex steg. Forskning gjord 2011 av Facebook visar att det genomsnittliga avståndet mellan deras användare är 4,57 led.

## Six degrees i populärkulturen
- Six degrees of Kevin Bacon – en lek uppkallad efter skådespelaren Kevin Bacon
- Jorden runt på 6 steg – svenskt TV-program av Filip och Fredrik
- SixDegrees.com – ett socialt nätverk från 1997[11]
- Ett oväntat besök (originaltitel: Six Degrees of Separation)[12] – En pjäs och film av John Guare[6]
- Six Degrees – en amerikansk TV-serie[6]